# 이규준
이규준(李圭駿, 1896년 ~ 1928년)은 한국의 독립운동가이다.
독립운동가 이석영(李石榮)의 장남으로 태어났다. 신흥무관학교(新興武官學校)를 졸업한 후 숙부(叔父)인 대한민국임시정부(大韓民國臨時政府) 재무총장(財務總長) 이시영(李始榮)의 지시로 1920년 음력 8월 국내로 들어와 12월부터 충남(忠南) 홍성군(洪城郡)의 김용대(金容大)·최기(崔璂) 등을 대상으로 독립자금을 모집하다 체포되어 함흥형무소(咸興刑務所)에서 옥고를 치렀다. 
이규학(李圭鶴)·유자명(柳子明) 등과 함께 신흥학우단을 중심으로 행동조직 다물단을 조직하였다.
다물단 활동으로 일제의 밀정인 김달하, 그리고 밀정 혐의가 있다고 판단한 박용만 등을 암살하였다고 의심받았으나 박용만이 1928년 사망하였기 때문에 이는 사실이 아니다.
중국 한커우를 중심으로 항일운동을 하다가 20대에 병사하였다.